# هومر (نبراسکا)
هومر(به انگلیسی: Homer) شهری در ایالت نبراسکا کشور ایالات متحده آمریکا است که جمعیت آن در سرشماری سال ۲۰۱۰ میلادی، ۵۴۹ نفر بوده‌است.